# Savo Vovk
Savo Vovk, slovenski agronom ter gospodarski in politični delavec, * 28. marec 1921, Kočevje, † 2000

## Življenje in delo
Vovk je po končani gimnaziji v Kočevju stopil na Vojno akademijo v Beogradu, bil kot kadet aprila 1941 ujet v Kasindi pri Sarajevu in do junija 1945 interniran v Luckenwaldu pri Berlinu. Od 1945–1949 je študiral agronomijo v Zagrebu in 1954 opravil strokovni izpit. Služboval je na Kočevskem najprej kot pomočnik upravnika posestva Štalcerji (1950) in nato še pri drugih podjetjih. V letih 1974−1980 je bil predsednik skupščine občine Kočevje. Leta 1971 je bil izvoljen za zaslužnega člana Zveze kmetijskih inženirjev in tehnikov Slovenije in Jugoslavije.
Vovk je bil glavni nosilec urejanja kmetijstva in gozdarstva na ozemlju, ki so ga 1941–1942 zapustili nemško govoreči Kočevarji. Prizadeval si je za projekte za kapitalno izgradnjo objektov in izvedbo melioracij. Pridobil si je sloves uspešnega organizatorja in projektanta, sodeloval je pri najvažnejših odločitvah na Kočevskem. 

## Odlikovanja
Za svoje delo je prejel dve odlikovanji:
- red dela s srebrnim vencem (1966)
- red dela z rdečo zastavo (1981)